# 冬の王シリーズ
『冬の王』シリーズ（ふゆのおう、Winternight trilogy）は、アメリカの作家キャサリン・アーデンによる全年齢向け歴史ファンタジーの三部作。このシリーズは『熊と小夜鳴鳥』（2017年）、『塔の少女』（2017年）、『魔女の冬』（2019年）の三冊で構成されている。物語の初めでは中世ロシアの村を舞台としている。ワシリーサ・ペトロヴナ（ワーシャ）は、村に棲んでいる精霊たちを見るための霊的な贈り物を受け取る。このことはワーシャを魔女と確信する正教会との対立に繋がる。

## 創作と出版
アーデンはこのシリーズがロシアの民間信仰に触発されたと述べている。アーデンはロシア語の学位を持っており、ハワイに移る前にモスクワに住んでいた。2014年10月、デル・レイは第一巻『熊と小夜鳴鳥』の版権を取得し、同書は2017年1月10日に出版された。これはアーデンのデビュー作品となった。続編の『塔の少女』は2017年12月5日に出版された。シリーズ完結編の『魔女の冬』は2019年1月8日に出版された。
日本では金原瑞人と野沢佳織の共訳で東京創元社から2022年から2023年にかけて出版された。

## 評価
『冬の王』シリーズは肯定的なレビューを受けた。パブリッシャーズ・ウィークリーの批評家たちは『熊と小夜鳴鳥』を賞賛し、「アーデンのデービュー作は素朴で美しく書かれたロシアの民間伝承へのラブレターであり、14世紀ロシアの性別によって課された束縛から自由になり、自身の運命を主張したい魅力的なヒロインが登場する」と述べている。カーカス・レビューは星付きのレビューの中で、「アーデンは目に見えるものと見えないものにまたがる世界を形作った。そこでは読者は幼少期の物語の反響を聞きながら、古い素材を新鮮なものに変える想像力を認識することになるだろう」と述べている。ワシントンポストのエヴァディーン・メイソンは、「アーデンのデビュー小説は美しいおとぎ話のようなリズムを持っているが、より暗く、より叙情的である」と述べている。
『熊と小夜鳴鳥』はAmazon.comの「2017年1月のベストブック」に選ばれた。